# Неживий Максим Федорович
Максим Федорович Неживий (1900, село Велика Корениха Херсонської губернії, тепер у складі міста Миколаєва Миколаївської області — розстріляний 1937) — український радянський діяч, голова виконавчого комітету Харківської окружної ради. Член ЦК КП(б)У в червні 1930 — січні 1934 р.

## Біографія
Народився 1900 року (за іншими даними — 1897 р.) у родині робітника Миколаївського заводу «Наваль». Трудову діяльність розпочав пастухом, працював у ремонтній майстерні. З тринадцятирічного віку працював на Миколаївському суднобудівному заводі «Наваль» нагрівальником, підручним свердляра, свердлярем (свердлувальником) корпусно-складального цеху. Брав участь в страйку металістів 1916 року, за що був звільнений із заводу та призваний на військову службу до царської армії.
Після Лютневої революції 1917 року повернувся в Миколаїв, де працював на заводі Балтвод і долучився до підпільної більшовицької роботи.
Член РСДРП(б) з серпня 1917 року. Служив у Червоній гвардії міста Миколаєва.
У 1918 році працював у підпіллі, провадив агітацію серед іноземних солдатів в Миколаєві, був зв'язковим Одеського підпільного більшовицького комітету та «Іноземної колегії». Потрапив у полон та був засуджений до розстрілу. Під час виконання смертного вироку отримав дві рани, але вижив.
З 1919 року — у Червоній армії: воював у складі 15-ї дивізії РСЧА під командуванням Йони Якіра, працював в особливому відділу на врангелівському фронті. Після завершення громадянської війни — в каральних органах надзвичайної комісії (ЧК-ДПУ) та в прикордонних частинах ДПУ в містах Миколаєві, Новому Бузі, Очакові.
У 1925—1927 роках — директор Харківського ліжкового заводу.
У 1927—1929 роках — відповідальний секретар Журавлівського районного комітету КП(б)У міста Харкова.
24 вересня 1929—1930 року — голова окружного виконавчого комітету Рад робітничих, селянських та червоноармійських депутатів Харківської округи.
У серпні — вересні 1930 року — відповідальний секретар Маріупольського окружного комітету КП(б)У.
З 1930 року — на партійній роботі в містах Дніпропетровську, Києві, Маріуполі.
1937 року заарештований органами НКВС. Розстріляний. Посмертно реабілітований.